# Wladimir Bykow
Wladimir Bykow († 1998) war ein sowjetischer Skispringer.

## Werdegang
Bykow startete erstmals bei der Vierschanzentournee 1961/62 auf internationaler Ebene. Nach Rang 37 auf der Bergiselschanze in Innsbruck erreichte er auf der Paul-Außerleitner-Schanze in Bischofshofen den 27. Platz. Mit diesen beiden Ergebnissen erreichte er insgesamt 382,3 Punkte und damit Rang 71 der Gesamtwertung. Damit war er auch der schwächste Skispringer aus dem sowjetischen Team.
Sein Bruder Rudolf Nikolajewitsch Bykow war auch Skispringer.

## Erfolge

### Vierschanzentournee-Platzierungen
| Saison  | Platz | Punkte |
| ------- | ----- | ------ |
| 1961/62 | 71.   | 382,3  |